# Javier Lopez
Javier Lopez Gonzales (* 15. Dezember 1974 in Oberhausen) ist ein ehemaliger spanisch-deutscher Fußballspieler, der für den MSV Duisburg ein Mal in der Bundesliga zum Einsatz kam. Anschließend wandte er sich dem Golfsport zu und war zeitweise noch in Fußball-Amateurligen aktiv.

## Laufbahn im Fußball
Lopez spielte in seiner Jugend beim SC Glück-Auf Sterkrade aus Oberhausen, ehe er vom MSV Duisburg verpflichtet wurde. 1994 erwarb er sein Abitur und bekam beim MSV mit Beginn der Spielzeit 1994/95 eine Stelle als Vertragsamateur. Somit war der damals 19-Jährige zwar in erster Linie für die zweite Mannschaft der „Zebras“ vorgesehen, doch bot ihm Ewald Lienen die Chance auf eine Berücksichtigung in der Profielf. Am 8. Oktober 1994 zählte Lopez bei einer 1:2-Niederlage gegen den SC Freiburg im Bundesligateam sogar zur Startformation und wurde in der 67. Minute durch Mario Krohm ersetzt. Damit hatte er sein Bundesligadebüt erreicht, auch wenn dies zugleich seine letzte Begegnung in der höchsten deutschen Spielklasse und im Profifußball allgemein blieb. Noch bis Dezember 1996 lief sein Vertrag in Duisburg, in die erste Mannschaft schaffte er es jedoch nicht erneut.
Während der Saison 1999/2000 trat er mit dem SV Adler Osterfeld aus seiner Heimatstadt Oberhausen in der viertklassigen Oberliga Nordrhein an und nahm dabei insbesondere in der Hinrunde fast immer einen Stammplatz ein. Von 2003 bis 2005 spielte er ein weiteres Mal im Trikot des SV Adler, der sich am Ende der Spielzeit 2004/05 trotz eines vierten Tabellenrangs freiwillig aus der Oberliga zurückzog. Daraufhin schloss er sich dem Verbandsligisten Ratingen 04/19 an und blieb danach noch bis 2008 im Amateurfußball aktiv.

## Wechsel zum Golfsport
Nachdem er zunächst Bauingenieurwesen studiert hatte, absolvierte Lopez von 2000 bis 2003 eine Ausbildung zum Golflehrer und wurde als solcher von einem Golfklub aus Bottrop-Kirchhellen angestellt. Im Dezember 2010 erwarb er schließlich die Trainer-A-Lizenz für diesen Sport.